# Tuitjenhorn
Tuitjenhorn is een dorp in de gemeente Schagen, in de provincie Noord-Holland. Het grenst aan Warmenhuizen en is een agrarisch dorp. In het dorp stond het gemeentehuis van de op 1 januari 2013 opgeheven gemeente Harenkarspel. Het dorp had in 2023 ongeveer 3.880 inwoners (inclusief onder meer Kalverdijk en Kerkbuurt).

## Geschiedenis
Het dorp Tuitjenhorn stamt al vanuit de middeleeuwen (1000). Men woonde op het nu nog bestaande dijkje met de weg ervoor langs. Tuitjenhorn, samen met de buurtschap Zijbelhuizen is door de eeuwen heen groter geworden dan het hoofddorp, Heringcarspel/Haringkarspel, het huidige Kerkbuurt.
De oudste vermelding van de naam is ’t Utingehorn in 1100. Daarna 't Utinchorn in 1289 en Tutinchorne in 1289, Tuitinghehorn in 1319, Tutengehorne 1321, Tutinghehorne in 1338, Tutinchorne in 1389, Tutinghorn in 1396, Tuytjenhorn in 1556, Tutgehorn in 1600, Tuetinhorn in 1639, Tuytgenhorn in 1700 en Tuitjenhorn in 1730.
Het Middelnederlandse woord "utinge" betekent 'uitvaart, begrafenis', en "horn" heeft als betekenis: 'hoek'. De betekenis zou kunnen zijn 'begrafenishoek'. Dit zou mogelijk zijn, omdat er tussen Warmenhuizen en Tuitjenhorn aan de Veilingweg een begraafplaats was in het verre verleden. Tuitjenhorn bestond uit diverse terpen met dijkjes ertussen.
Het katholieke kerkje met als patroonheilige Sint-Christina stond toen in Haringkarspel. In Haringkarspel was de kerk na de Reformatie overgegaan naar de hervormden en ten slotte in 1923 afgebroken. De katholieke kerk van Tuitjenhorn, de kerk van de heilige Jacobus de Meerdere, werd in 1858 in gebruik genomen. Veel materiaal en ook het orgel werd uit een eerder gebouw gehaald en hergebruikt. In 1874 kreeg de kerk een nieuw orgel van L.S. Ypma.

## Bezienswaardigheden
Bezienswaardigheden zijn de kerk uit 1859 en het patronaatsgebouw, later dorpscentrum Ahoj. Het dorp is bekend vanwege speeltuin de Holle Bolle Boom. 
In het dorp vindt men ook Dierenpark Blankendaell met de Molen van Piet.

## Geboren
- Gerard Kuiper (1905-1973), Amerikaans astronoom van Nederlandse afkomst
- Daniella van Graas (1975), model en actrice
- Celeste Plak (1995), volleybalster
- Fabian Plak (1997), volleyballer
- Femke Meines (2000), winnares van het Junior Songfestival 2012

Burgerbrug · Burgervlotbrug · Callantsoog · Dirkshorn · Eenigenburg · Groenveld · Groote Keeten · Krabbendam · Oudesluis · Petten · 't Rijpje · Schagen · Schagerbrug · Schoorldam (deels) · Sint Maarten · Sint Maartensbrug · Sint Maartensvlotbrug · Stroet · Tjallewal · Tolke (deels) · Tuitjenhorn · Valkkoog · Waarland · Warmenhuizen · 't Zand

Buurtschappen: Abbestede · Avendorp · Bliekenbos · 't Buurtje · De Banne · Burghorn · Cornelissenwerf · Dijkstaal · Grootven · Grotewal · Het Korfwater · De Hale · Hemkewerf · Huiskebuurt · Kalverdijk · Keinse · Keinsmerbrug · Kerkbuurt · Lagedijk · Leihoek · Mennonietenbuurt · Nes · Schagerwaard · Sint Maartenszee · Slootgaard · De Stolpen · Stolpervlotbrug · Vennik (deels) · 't Wad · De Weel (deels) · Woudmeer · Zijbelhuizen · Zijpersluis